# Monte Gambarogno
Il monte Gambarogno (1.734 m s.l.m.) è una montagna delle Prealpi Luganesi nel Canton Ticino (Svizzera).

## Descrizione

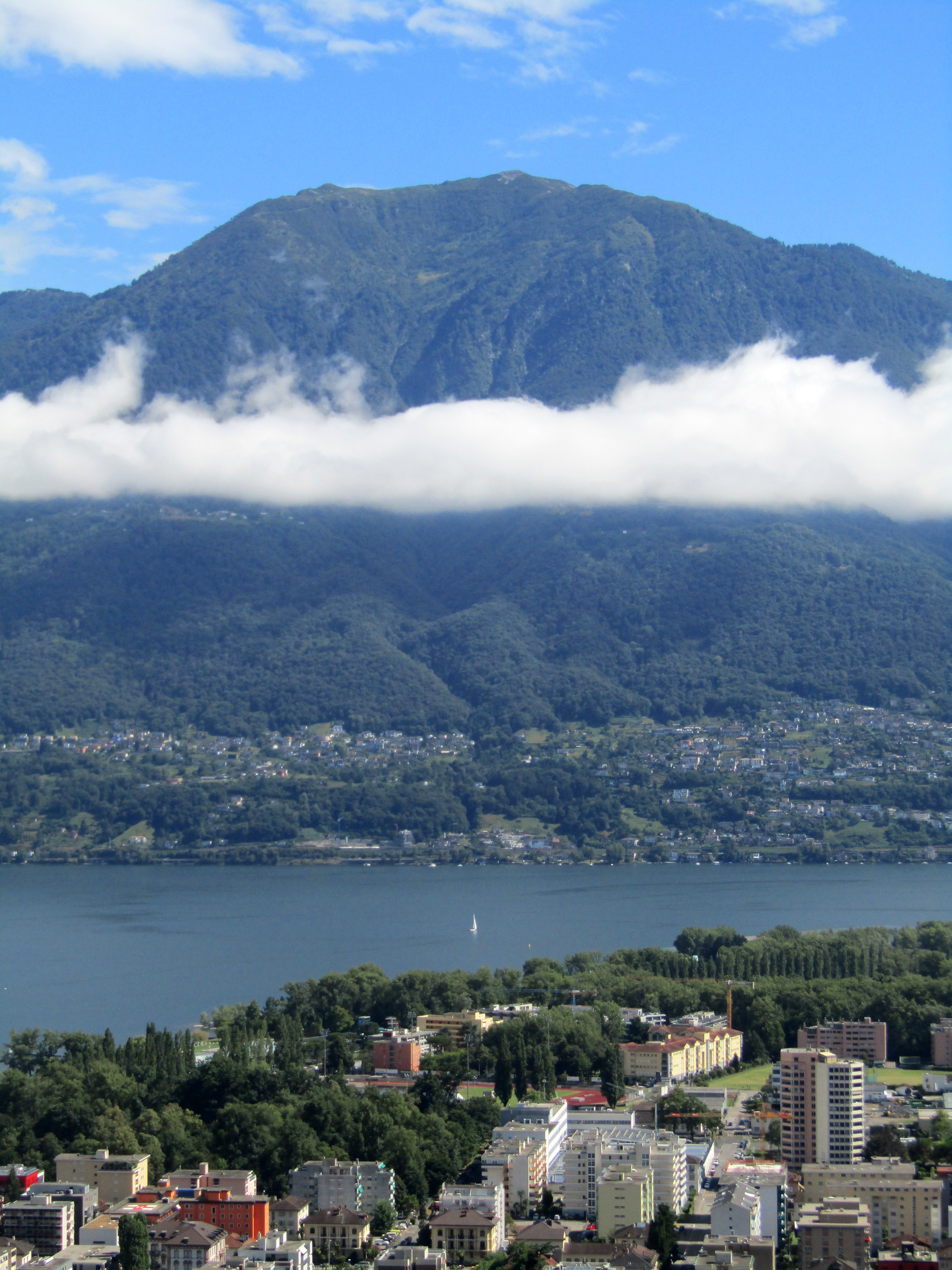
Vista dalla Madonna del Sasso

È situato sopra l'Alpe di Neggia sul territorio di Indemini nel Gambarogno. Sul monte nel 2000 è stata posata una croce giubilare dove ogni anno viene celebrata una messa. Il monte Gambarogno può essere raggiunto da Neggia in 45 minuti.